# Joventuts Socialistes de les Illes Balears
Les Joventuts Socialistes de les Illes Balears són una organització juvenil vinculada al Partit Socialista de les Illes Balears, fundada l'any 1907.

## Història
El 1907 es fundà un primer grup de Joventuts Socialistes a Palma, seguint les passes fetes per Tomàs Meabe a Espanya, essent alguns dels seus primers impulsors Jaume Bauzá, Julià Cardell i Antoni Marroig. Després de la crisi provocada per la marxa al Partit Comunista de bona part de les Joventuts Socialistes d'arreu de l'estat, aquestes foren reorganitzades a Balears per Jaume Garcia Obrador.
El primer Congrés se celebraria el 1935 essent elegit president Antoni Gil Julià. Molts dels seus membres foren represaliats durant i després de la Guerra Civil espanyola. Durant la dictadura dirigents de les antigues Joventuts Socialistes com Antoni Gil o Gabriel Juan intentarien reorganitzar el Partit Socialista a la clandestinitat.
Joventuts Socialistes es reconstituí després de la mort del dictador, a finals de 1975. Des de llavors la tasca de la nostra organització ha estat continuada, paral·lela a la del PSIB-PSOE.
Els primers Secretaris Generals, Antoni Garcias, Carlos Aguilar, Damià Cànoves o Tino Martínez impulsaren lorganització a finals dels anys 70 i principis dels 80, caracteritzant-se per l'evolució de l'organització cap a un socialisme democràtic on el pacifisme fou una de les principals senyes didentitat.
Després d'una important crisi a mitjans dels anys 80 amb motiu de l'ingrés d'Espanya a l'OTAN i la crisi dels anys 90 cap al final de l'etapa dels governs de Felipe González; l'organització fou dirigida per Antoni Roig, Joan Lluís Llull, Xisco Femenias i Josep Alcover.
A partir de 1996, amb la victòria del PP a les eleccions generals, les Joventuts Socialistes recuperen el seu caràcter reivindicatiu. El 1997 resulta elegit Secretari General Cosme Bonet, que amb un equip de gent completament nou comencen una nova etapa caracteritzada per limpuls de la implantació territorial. Durant aquesta etapa es creen nombroses agrupacions locals.
Aquesta època es caracteritza per la lluita de les Joventuts Socialistes per la igualtat de drets, per la demanda de noves llibertats i drets socials, pel compromís ecologista i pel pacifisme, cobrant especial importància les mobilitzacions estudiantils contra les reformes educatives del PP i contra la Guerra d'Irak.
Joventuts Socialistes d'Espanya introdueix per primera vegada en la història de la nostra organització la quota anual del militant amb la finalitat de tenir uns ingressos propis com organització i mantenir un control més exhaustiu del cens de militants. Aquesta serà una etapa molt dura per JSIB, ja que s'ha de posar en marxa un procés de re- afiliació, per tal d'adaptar el cens a la nova realitat. Florián Alvarez i Antoni Nadal van ser els secretaris generals encarregats.
L'abril de 2005, en el transcurs del XII Congrés de les Joventuts Socialistes de les Illes Balears, s'elegeix a Francesc Dalmau com a nou Secretari General de JSIB. Un dels principals elements que caracteritzarà aquesta nova etapa serà la creació i reforçament de les Federacions de Joventuts Socialistes a Menorca, Eivissa, que s'integraran dins l'executiva elegida pel Congrés. A més a més, els òrgans interns passen a ser denominats com a nacionals, reafirmant-nos amb la voluntat i el compromís que els joves socialistes tenim amb la concepció d'Estat Federal.
Dins aquest mandat la presència al carrer de Joventuts Socialistes es reforça; van ser anys de denúncies sobre la gestió corrupta del Partit Popular. També augmenten el espais formatius dins JSIB, a través de experiències com el Formacció, unes jornades anuals de formació per a militants de totes les illes. És durant aquesta etapa quan es creen els Premis Isabel Coll, que se celebren cada any entorn al mes d'Abril.
La victòria del PSIB-PSOE a les eleccions del 2007 posa de manifest l'aposta ferma del nostre partit per la gent jove. Afiliats i afiliades a les Joventuts Socialistes van ser nomenats regidors/es, consellers/es insulars, dos diputats al Parlament i una diputada al Congrés.
Dins d'aquest context, el congrés de JSIB de 2008 segueix amb la mateixa línia de l'anterior, incorporant noves persones a un projecte ja consolidat i encapçalat per Xisco Dalmau. Durant aquesta etapa l'expansió territorial ha tornat a ser una de les nostres màximes, per exemple creant l'agrupació insular de Formentera.
Després dels resultats negatius de les eleccions locals, autonòmiques i estatals de maig i novembre de 2011 el Partit socialista ha afrontat un procés de renovació interna a través dels seus congressos. Com a part d'aquesta regeneració d'idees i formes, diferents companys de JSIB han passat a formar part d'alguns dels òrgans més importants del partit.
Durant el XIV Congrés de JSIB, Juli Dalmau és elegit Secretari General i comença una nova etapa de renovació generacional on les prioritats són la defensa de l'Estat del Benestar contra les retallades del PP, la formació de la militància i el reforçament de l'organització a totes les Illes.
Des de setembre de 2016 i després del XV Congrés Nacional de JSIB celebrat a Inca, el secretari general de l'organització juvenil fou Marc López de Joventuts Socialistes de Calvià. El 5 de setembre de 2019 Ares Fernández fou escollit nou secretari general.